# Јунион (Западна Вирџинија)
Јунион (енгл. Union) град је у америчкој савезној држави Западна Вирџинија.

## Демографија
По попису из 2010. године број становника је 565, што је 17 (3,1%) становника више него 2000. године.
| Група             | 2000.       | 2010.       |
| Белци             | 515 (94,0%) | 532 (94,2%) |
| Афроамериканци    | 19 (3,5%)   | 14 (2,5%)   |
| Азијати           | 2 (0,4%)    | 0 (0,0%)    |
| Хиспаноамериканци | 1 (0,2%)    | 4 (0,7%)    |
| Укупно            | 548         | 565         |